# Pariisi
Pariisi är en by (estniska: küla) i Kadrina kommun i landskapet Lääne-Virumaa i norra Estland. Byn ligger söder om småköpingen Kadrina, vid gränsen mot de båda kommunerna Tapa och Rakvere.
I kyrkligt hänseende hör byn till Kadrina församling inom den Estniska evangelisk-lutherska kyrkan.
Fram till 2005 hörde byn till dåvarande Saksi kommun.